# Flakes
Flakes è un film del 2007 diretto da Michael Lehmann.
È un film commedia statunitense con Aaron Stanford, Christopher Lloyd e Ryan Donowho.

## Trama
L'aspirante musicista Neal Downs lavora come manager di un piccolo ristorante di New Orleans chiamato Flakes, di proprietà di un vecchio hippie, Willie B, che serve solo cereali freddi alla propria fedele clientela. Quando un rivale apre dall'altra parte della strada, la ragazza di Neal, Pussy Katz, trova lavoro presso la nuova struttura per riavvicinarsi a Neal dopo che questi ha rifiutato di assumerla.

## Produzione
Il film, diretto da Michael Lehmann su una sceneggiatura di Chris Poche e Karey Kirkpatrick, fu prodotto da Jake Abraham, Karey Kirkpatrick, Mark Ross e Gary Winick per la InDigEnt e girato a New Orleans in Louisiana.

## Distribuzione
Il film fu distribuito negli Stati Uniti dal 19 dicembre 2007 al cinema dalla IFC Films.
Altre distribuzioni:
- negli Stati Uniti il 10 marzo 2007 (South by Southwest Film Festival)
- negli Stati Uniti il 14 giugno 2007 (Nantucket Film Festival)
- negli Stati Uniti il 19 dicembre 2007 (limited)
- in Canada l'8 luglio 2008 (in DVD)
- negli Stati Uniti l'8 luglio 2008 (in DVD)